# Димитър Теменугов
Димитър (Мито) Теменугов (на македонска литературна норма: Димитар Теменугов) или Мито Теменугов с псевдоним Железни е югославски партизанин и политически комисар на Струмишкия отряд.

## Биография
Роден е в Богданци. Теменугов е автор на няколко книги, които описва живота комунистическата съпротива в Богданци, Гевгели и Дойран. Създава първата партийна организация на ЮКП в Богданци. Делегат е на Първото заседание на АСНОМ. През 1950 година е назначен за министър на земеделието.